# Šintoistická svatyně

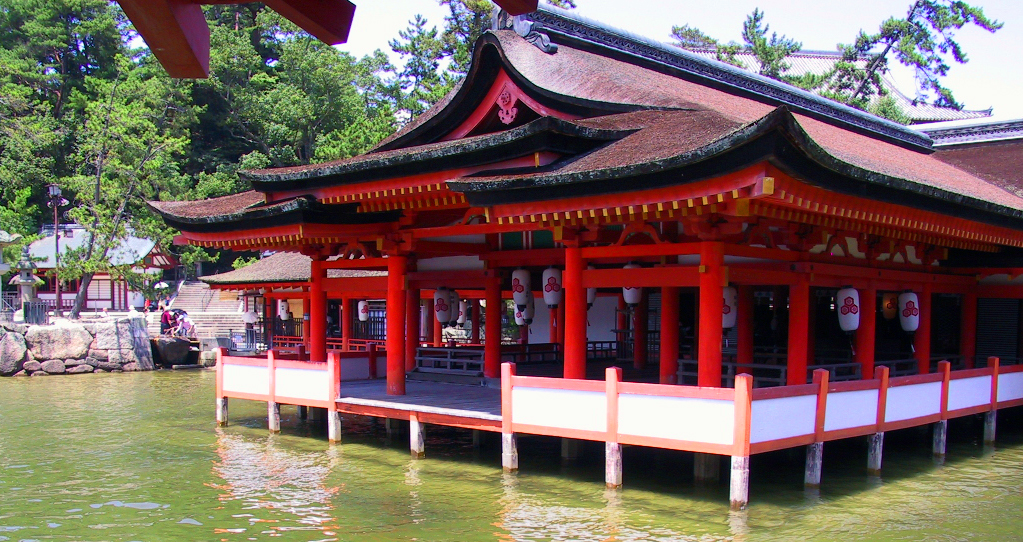
Jedna z budov svatyně Icukušima

Šintoistická svatyně, též džindža (japonsky: 神社), je druh svatyně typický pro šintoismus a Japonsko. Tyto svatyně jsou místem, které slouží k uctívání kami. Asi nejznámější džindža je svatyně Ise ve městě Ise v prefektuře Mie. K dalším důležitým svatyním patří velesvatyně Izumo Taiša v prefektuře Šimane.
Součástí svatyně bývá honden, což je posvátné místo určené výhradně pro uctívání kami. Je nepřístupné veřejnosti a rituály prováděné v hondenu jsou určeny výhradně specializovaným osobám. Další součástí šintoistických svatyní bývá torii, což jsou nejčastěji dřevěné brány umístěné v okolí chrámu. Skládají se ze dvou svislých sloupů spojených vrchním sloupem. Mohou stát úplně samostatně či sloužit zároveň jako vchod do prostoru svatyně.
Džindžy se nachází zejména v Japonsku. Zde tvoří často významné historické památky a nejedna svatyně je součástí Světového dědictví.